# Хван, Билл
Билл (настоящее имя: Сун-гук) Хван — американский инвестор корейского происхождения. Управляющий Archegos Capital Management.

## Биография
Билл Хван входил в узкий круг аналитиков, которые учились у пионера индустрии хедж-фондов Джулиана Робертсона. Многие из этого круга впоследствии стали миллиардерами. В 2001 году при поддержке Робертсона он основал фонд Tiger Asia Management. Tiger Asia расположился в Нью-Йорке и стал одним из крупнейших азиатских хедж-фондов, под управлением которого на пике его деятельности находилось $5 млрд. В 2008 году он в числе других фондов понес убытки, связанные со скачком котировок Volkswagen.
Хван в 2012 году обвинялся в инсайдерской торговле акциями китайских банков и мошенничестве. Он заплатил $44 млн для урегулирования обвинений в незаконной торговле, выдвинутых против него Комиссией по ценным бумагам и биржам (SEC) в связи с этим инцидентом. После этого фонд сменил название на Archegos. Хван превратил его в свой семейный офис.
В 2014 году Биллу Хвану запретили участвовать в торгах в Гонконге. Руководство отдела инвестиций Goldman Sachs на протяжении нескольких лет пыталось заключить контракт с Биллом Хваном, однако отдел комплаенс блокировал попытки открыть счет на его имя. Goldman Sachs до конца 2018 года отмечал его как высокорискованного, однако позднее исключил из чёрного списка.
Трейдеры, знакомые со стилем торговли Хвана, говорят, что он использует стратегию с исключительно большим кредитным плечом.

### Крах Archegos Capital Management
В 2020 году Archegos Capital Management открыл большие позиции по ряду компаний, используя кредитное плечо, которое предоставляли брокеры в США. После того как акции ViacomCBS и некоторых других компаний упали, фонд начал нести убытки и денежных средств компании уже не хватало для покрытия своих позиций, брокеры, согласно процедуре маржинального кредитования, потребовали довнести обеспечение. Когда этого не произошло, последовали принудительные продажи этих акций со стороны брокеров, что привело к ускоренному снижению котировок, так как каждый брокер спешил сократить уже свои убытки.
26 марта 2021 года акции американских компаний из сектора коммуникаций ViacomCBS, Discovery, Inc., а также китайских Baidu, Tencent Music и другие подверглись распродажам и потеряли десятки процентов в стоимости. Morgan Stanley, Goldman Sachs и Deutsche Bank быстро избавились от крупных пакетов акций этих и других компаний, а объём продаж приблизился к $30 млрд.
29 марта распродажи акций продолжились. Большую часть продаж совершил Wells Fargo. Credit Suisse и Nomura также сообщили, что закрывают значительные позиции.
Большая часть кредитного плеча фонду была предоставлена банками через свопы на совокупный доход. Это дало возможность Archegos не раскрывать свои позиции в нормативных документах, поскольку ценные бумаги находились на балансах банков.
Прежде всего, прошел обвал в акциях компаний из сектора коммуникаций. За неделю цена акций ViacomCBS снизилась на 46 %, Discovery — на 50 %, Tencent Music — на 34 %, Baidu — на 19 %. Совокупная капитализация компаний, акции которых распродавались 26 и 29 марта, упала на $35 млрд.
Комиссия по ценным бумагам и биржам США (SEC) начала расследование причин банкротства фонда Archegos. Регулятор вызвал для беседы представителей Credit Suisse, Nomura, Goldman Sachs и Morgan Stanley. Также Управление США по контролю в финансовой индустрии (FINRA) и британское Управление по финансовому надзору (FCA) начали собирать информацию у банкиров и брокеров.